# 춤따봉군
춤따봉군(ชุมตาบง)은 나콘사완주의 행정 구역이다. 이 지역의 총 인구 수는 2016년 기준으로 18명이다. 사왕아롬군, 우타이타니주 란삭군, 매폰군과 경계를 하고 있다.

## 행정 구역
| 번호 | 지명         | 태국어 지명 | 빌리지 | 인구   |
| ---- | ------------ | ----------- | ------ | ------ |
| 1.   | Chum Ta Bong | ชุมตาบง      | 12     | 11,623 |
| 2.   | Pang Sawan   | ปางสวรรค์    | 10     | 6,746  |